# Borkawiczy (stacja kolejowa)
Borkawiczy (biał. Боркавічы; ros. Борковичи) – stacja kolejowa w miejscowości Borkawiczy, w rejonie wierchniedźwińskim, w obwodzie witebskim, na Białorusi. Położona jest na linii Witebsk - Dyneburg.
Stacja została otwarta w XIX w. na drodze żelaznej dynebursko-witebskiej, pomiędzy stacjami Swolna i Barawucha.